# 婆媳大戰
《婆媳大戰》（又譯作兒媳能使鬼推磨），是從2007年7月5日到9月13日期間，由TBS系每週週四21:00－21:54（JST，第一集－22:00）播出的連續劇。全部共10集。台灣緯來日本台在2008年10月24日起周一至周五晚間八點播出此劇。

## 概要
一味工作的在職婦女女社長真琴（江角真紀子）與孝順父母的男性·三四郎（澤村一樹）結婚，與三四郎公婆同住，卻與家庭主婦觀念深根已久的三四郎的親生母親，真琴的婆婆千代子（野際陽子）發生價值觀上的衝突，而展開婆媳對戰的家庭劇。
1993年轟動一時的作品《Double Kitchen》的翻版（腳本一樣是西荻弓繪）。更加強調喜劇色彩，但不像《Double》那樣轟動就結束了。
是主演的江角真紀子繼《街頭律師》（マチベン，NHK）後一年以來所演出的電視連續劇。
毎回結尾之際真琴（江角）就會開始發牢騷，與千代子（野際）彈三味線的音色搭配，拿起絨球開始跳起草裙舞，每集都是如此（與《Double Kitchen》一樣的演出）。

## 角色與演員
| 角色           | 演員                 | 備註                   |
| -------------- | -------------------- | ---------------------- |
| 橘（森福）真琴 | 江角真紀子           | 女主角。               |
| 森福千代子     | 野際陽子（分飾兩角） | 三四郎的母親。         |
| 橘 深雪        | 野際陽子（分飾兩角） | 小說家，真琴的母親。   |
| 森福三四郎     | 澤村一樹             | 男主角。               |
| 森福 滿        | 片瀨那奈             | 三四郎的姪女           |
| 池之端 省吾    | 金田明夫             | 花道家（插花專家）     |
| 南 立江        | 大島蓉子             | 千代子的三味線夥伴     |
| 次郎丸         | 石井富子             | 千代子的三味線夥伴     |
| 篠塚雅美       | 青田典子             | 真琴的草裙舞夥伴       |
| 大塚翔子       | 紫吹淳               | 真琴的草裙舞夥伴，律師 |
| 北原敦子       | 棟里佳               |                        |
| 小森紗江       | 白石美帆             | 真琴的秘書，友情出演。 |
| 鍋島 誠一郎    | 半海一晃             | 真琴的屬下             |
| 野田千江       | 氏家惠               | 真琴的屬下             |
| 矢口徹子       | 天久美智子           | 女性企業家             |
| 安西先生       | 金田龍之介           |                        |
| 室伏秘書室長   | 市川勇               |                        |
| 藤原社長       | 久保晶               | 三四郎公司的社長       |
| 藤原夫人       | 市川千惠子           | 社長夫人               |
| 八重姑婆       | 森康子               | 千代子的公公的姊姊     |
| 城之內龍太     | 佐野史郎             | 深雪的秘書             |
| 森福小百合     | 淺田美代子           | 三四郎的姐姐           |
| 森福大三郎     | 伊東四朗             | 三四郎的父親           |

## 音樂
- 主題曲：絢香「CLAP&LOVE」
- 插曲：麥可·布雷「Everything」

## 工作人員
- 脚本：西荻弓繪
- 製作人：植田博樹
- 導播：吉田秋生、加藤新、森一弘
- 音樂：長谷部徹、吉田兄弟
- 製作：TBS電視公司
- 製作著作：TBS

## 放送日·副標題·收視率
| 各話                                           | 放送日         | 副標題               | 收視率 |
| ---------------------------------------------- | -------------- | -------------------- | ------ |
| 第1話                                          | 2007年07月05日 | 婆媳過招             | 13.7%  |
| 第2話                                          | 7月12日        | 瀑布修行             | 11.6%  |
| 第3話                                          | 7月19日        | 忘了結婚登記         | 10.7%  |
| 第4話                                          | 7月26日        | 與男朋友（秘密）旅行 | 9.9%   |
| 第5話                                          | 8月02日        | 丈夫隱藏公司的醜聞？ | 8.0%   |
| 第6話                                          | 8月09日        | 新娘全年無休         | 9.5%   |
| 第7話                                          | 8月16日        | 法事與進退兩難       | 9.0%   |
| 第8話                                          | 8月23日        | 危險的蜜月旅行       | 10.0%  |
| 第9話                                          | 9月06日        | 應酬時破水？         | 9.9%   |
| 最終話                                         | 9月13日        | 大逆轉               | 10.3%  |
| 平均收視率 8.2%（Video Research調查·關東地區） |                |                      |        |

## 與全家便利店合作
「御結美」
江角真紀子飾演的橘真琴社長經營的御飯糰咖啡廳「御結美」的原創御飯糰在2007年8月3日到8月21日期間於日本全國的全家便利店中限時發售。

## 關聯項目
- 《婆媳之間（日语：ダブル・キッチン）》
1993年春季於金9（日语：TBS金曜9時枠の連続ドラマTBS週五9時連續劇）的時段播出，以婆媳對戰為主題的連續劇。由山口智子主演。野際、伊東四朗（日语：伊東四朗）在這齣戲中也是飾演夫妻。在第一集播出前一天7月4日曾經重播。
- 《三代廚房（日语：トリプル・キッチン）》
於2006年夏天播出的單集電視劇。這部也是描寫婆媳對戰的作品，是江角·野際·伊東繼此以來合演的作品。
- 《庶務二課》
下列所舉，是該作中於本作演出的演員
江角真紀子（橘真琴，庶務二課全系列演出）
澤村一樹（森福三四郎，該作第２系列以後演出）
野際陽子（飾演森福千代子、橘深雪，該作特別篇1演出）
久保晶（三四郎公司的社長藤原，該作全系列登場）
市川勇（三四郎公司的秘書室長室伏，該作全系列演出）
片瀨那奈（飾演森福滿，第四季〔庶務二課2013〕演出）
有關澤村、久保、市川的附屬關係，在滿帆商事內（從FINAL第2集～FOREVER的GS滿帆公司之前）的排列與在本作中一樣。
（本作中，久保（社長）＞市川（秘書室長）＞澤村（社員），庶務二課的滿帆商事中久保（社長）＞市川（海外事業部長）＞澤村（海外事業部社員→警衛））

## 外部連結
- TBS「地獄の沙汰もヨメ次第」 （页面存档备份，存于）（日語）
- 緯來日本台-婆媳大戰 （页面存档备份，存于）

## 節目的變遷
| 日本 TBS 週四9時連續劇 星期二22:00 | 日本 TBS 週四9時連續劇 星期二22:00             | 日本 TBS 週四9時連續劇 星期二22:00 |
| ---------------------------------- | ---------------------------------------------- | ---------------------------------- |
|                                    | 婆媳大戰 （2007.7.5 - 2007.9.13）              |                                    |
| 夫婦道 （2007.4.12 - 2007.6.21）   | 3年B組金八先生第8季 （2007.10.11 - 2008.3.27） |                                    |

| 臺灣 緯來日本台 一番偶像劇 週一至週五 晚間20:00至21:00 | 臺灣 緯來日本台 一番偶像劇 週一至週五 晚間20:00至21:00 | 臺灣 緯來日本台 一番偶像劇 週一至週五 晚間20:00至21:00 |
| ------------------------------------------------------ | ------------------------------------------------------ | ------------------------------------------------------ |
|                                                        | 婆媳大戰 （2008.10.24 - 2008.11.6）                    |                                                        |
| 熟男不結婚 （2008.10.8 - 2008.10.23）                  | 嫁到什麼鬼地方 （2008.11.7 - 2009.11.19）              |                                                        |